# 행주초등학교
행주초등학교(幸州初等學校)는 대한민국 경기도 고양시 덕양구 행주내동에 있는 공립 초등학교이다.

## 학교 연혁
- 1934년 4월 1일: 고양군 지도공립보통학교 부설 행주간이학교 개설
- 1945년 4월 1일: 행주국민학교로 승격
- 1985년 2월 25일: 병설유치원 인가
- 1996년 3월 1일: 행주초등학교로 개칭

## 참고 자료
- 행주초등학교 - 한국교육학술정보원 학교알리미